# Chaos (serie televisiva)
Chaos è una serie televisiva statunitense trasmessa nel 2011 da CBS. In Italia è stata trasmessa da Rai 2 nel 2012.

## Trama
Un gruppo non convenzionale di agenti della CIA combatte il terrorismo internazionale lavorando nella divisione chiamata Clandestine Homeland Administration and Oversight Services (CHAOS), mentre tenta allo stesso tempo di non essere eliminato per taglio al personale. Il nuovo arrivato Rick Martinez si unisce alla squadra come doppiogiochista per conto del direttore della CIA H.J. Higgins.

## Episodi
Il 18 aprile 2011 la CBS ha cancellato e tolto la serie dal suo palinsesto, dopo aver trasmesso solo tre dei tredici episodi ordinati.
| Stagione       | Episodi | Prima TV originale | Prima TV Italia |
| -------------- | ------- | ------------------ | --------------- |
| Prima stagione | 13      | 2011               | 2012            |

## Personaggi e interpreti

### Personaggi principali
- Rick Martinez, interpretato da Freddy Rodríguez, doppiato da Fabrizio Manfredi.
- Adele Ferrer, interpretata da Christina Cole, doppiata da Valentina Mari.
- Fay Carson, interpretata da Carmen Ejogo, doppiata da Claudia Catani.
- Billy Collins, interpretato da James Murray, doppiato da Stefano Crescentini.
- Casey Malick, interpretato da Tim Blake Nelson, doppiato da Angelo Maggi.
- Michael Dorset, interpretato da Eric Close, doppiato da Oreste Baldini.
- H. J. Higgins, interpretato da Kurtwood Smith, doppiato da Sandro Iovino.

### Personaggi secondari
- Alan Blanke, interpretato da Rick Overton, doppiato da Angelo Nicotra.
- Doris Balshik, interpretata da Margo Martindale, doppiata da Paola Giannetti.

## Riconoscimenti
- 2011 – Imagen Awards
  - Best Actor/Television a Freddy Rodríguez[4]